# Alunișul (okręg Mehedinți)
Alunișul – wieś w Rumunii, w okręgu Mehedinți, w gminie Husnicioara. W 2011 roku liczyła 50 mieszkańców.